# Barão de Claros
Barão de Claros é um título nobiliárquico criado por D. Luís I de Portugal, por Decreto de 15 de Setembro e Carta de 28 de Setembro de 1872, em favor de Gustavo de Almeida de Sousa e Sá.
Titulares
1. Gustavo de Almeida de Sousa e Sá, 1.° Barão de Claros.